# بودي إلفمان
بودي إلفمان (بالإنجليزية: Bodhi Elfman)‏ مواليد 19 يوليو 1969 في لوس أنجلوس، هو ممثل ومخرج ومنتج وكاتب سيناريو أمريكي بدأ مسيرته الفنية سنة 1990.

## الأعمال

### أفلام
- غودزيلا (1998) (بدور: فريدي)
- أرمجدون (1998)
- رحل في ستين ثانية (2000)
- بالكاد مشهور (2000)
- جانبية (2004)

### مسلسلات
| السنة | العمل                             | الدور       |
| ----- | --------------------------------- | ----------- |
| 1992  | ملروس بليس                        |             |
| 1994  | متزوج ولدي أطفال                  |             |
| 1994  | خطوة بخطوة                        | غاري        |
| 1996  | ثالث كوكب بعد الشمس               |             |
| 1998  | دارما وغريغ                       |             |
| 1999  | قراصنة وادي السيليكون             | جون جيلمور  |
| 2003  | إي آر                             | نيكي        |
| 2003  | دون أثر                           | كريس رولاند |
| 2003  | لاس فيغاس                         | ستيفن       |
| 2004  | المسحورات                         |             |
| 2009  | ذا منتاليست                       |             |
| 2010  | سي اس آي: التحقيق في موقع الجريمة |             |
| 2012  | تاتش                              |             |
| 2015  | عقول إجرامية                      |             |

## روابط خارجية
- بودي إلفمان على موقع IMDb (الإنجليزية)
- بودي إلفمان على موقع ألو سيني (الفرنسية)
- بودي إلفمان على موقع أول موفي (الإنجليزية)
- بودي إلفمان على موقع قاعدة بيانات الأفلام السويدية (السويدية)
- بودي إلفمان على موقع إن إن دي بي (الإنجليزية)
- بودي إلفمان على موقع قاعدة بيانات الفيلم (الإنجليزية)
- بودي إلفمان على موقع كينوبويسك (الروسية)